# 喜劇 女もつらいわ
『喜劇 女もつらいわ』（きげき おんなもつらいわ）は、1970年5月16日に日本で公開された映画。

## ストーリー
大の競馬好きのすし屋の主人松造は金を競馬につぎ込みスッカラカンにっなってしまう。その穴埋めに、一人娘の光子は町内のコンテストに出場し賞金を獲得しようとするが……。

## スタッフ
- 監督：江崎実生
- 脚本：才賀明、江崎実生
- 製作：望月利雄、守田康司
- 撮影：萩原泉
- 音楽：坂田晃一

## キャスト
- 上田光子：高田美和
- 上田松造：森川信
- 西野和男：浜田光夫
- 西野咲江：清川虹子
- 林竜太：宍戸錠
- 林圭子：岡崎友紀
- 早田保彦：倉石襄
- 浦野百合枝：沢村詩子
- 浦野強：武田博志
- 六平：杉山俊夫
- ミドリ：臼間香世
- 春子：京唄子
- 秋助：鳳啓助
- 夏江：正司敏江
- 冬児：正司玲児
- 一郎：東八郎
- 二郎：原田健二
- 三郎：小島三児
- 屋台のおやじ：飯田徹也
- 山田四郎：三波伸介
- 川原銀二：伊東四朗
- 海原大三：戸塚睦夫
- 朝太郎：左卜全
- 冷奴：秋とも子